# Cydonia (vùng của Sao Hỏa)

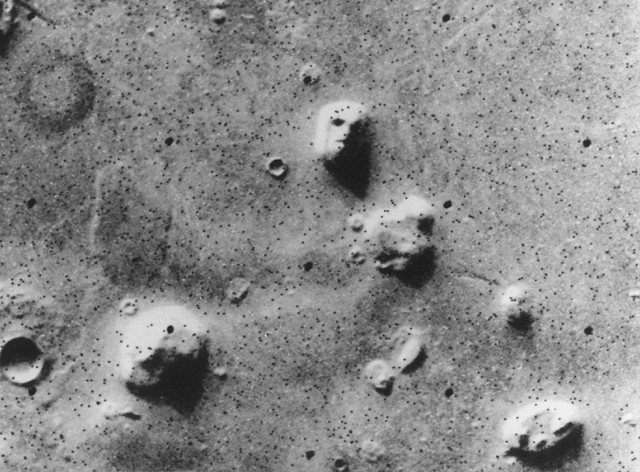
Phần nhỏ của vùng Cydonia chụp bởi Viking 1 và công bố bởi NASA/JPL ngày 25 tháng 7 năm 1976.

Cydonia là một khu vực trên hành tinh Sao Hỏa, và đã thu hút được cả mối quan tâm giới khoa học và dân chúng. Tên gọi ban đầu để tính năng suất phản chiếu (khu vực rất đặc trưng của màu) có thể nhìn thấy từ kính viễn vọng Earthbound. Khu vực này giáp với vùng đồng bằng của Acidalia Planitia và vùng cao nguyên Arabia Terra. Khu vực này bao gồm các vùng của Sao Hỏa: "Cydonia Mensae", một khu vực có tính chất giống như mesa đỉnh bằng phẳng, một địa hình albedo trên Sao Hỏa (được đặt tên theo tên của một thành phố cổ ở đảo Crete), "Cydonia Colles", một vùng đồi hoặc gò đồi nhỏ, và "Cydonia Labyrinthus", một phức hợp các thung lũng giao nhau. Như với các đặc điểm địa hình albedo trên Sao Hỏa, tên gọi Cydonia được lấy từ tên cổ đại, như trong trường hợp này từ Kydonia, một polis lịch sử (hoặc "nhà nước-thành phố") trên đảo Crete.
Cydonia chứa "Khuôn mặt trên Sao Hỏa" tính năng nằm ở khoảng cách nửa giữa miệng núi lửa Arandas và miệng núi lửa Bamberg. Kiến tạo "hộp sọ" ESA là có cự ly một vài km về phía nam của "khuôn mặt".
Một trong những hình ảnh chụp bởi Viking 1 vào 25 tháng 6 năm 1976, một trong những đỉnh núi bằng ở Cydonian, nằm tại ở 40,75° vĩ bắc và 9,46° kinh tây xuất hiện hình dáng con người là "Khuôn mặt trên Sao Hỏa". Khi nhận được tấm ảnh đầu tiên, vị trưởng khoa học Viking tên là Gerry Soffen đã cho rằng "khuôn mặt" trong ảnh 35A72 như là một "trò lừa bịp" của ánh sáng và bóng tối". Tuy nhiên, một tấm ảnh thứ hai, 70A13, được chụp sau đó lúc góc ánh sáng mặt trời khác so với 35A72 cũng cho thấy "Khuôn mặt". Khám phá thứ hai này được thực hiện độc lập bởi hai kỹ sư máy tính tại Trung tâm không gian Goddarn của NASA là Vincent DiPietro và Gregory Molenaar, họ là người khám phá ra hai tấm ảnh, 35A72 và 70A13 của Viking, trong khi tìm kiếm thông qua các tài liệu lưu trữ của NASA.
Sự xuất hiện của một vật trên Sao Hỏa giống với một con người thu hút sự chú ý của các cá nhân và tổ chức quan tâm đến trí thông minh ngoài hành tinh và các cuộc viếng thăm Trái Đất, và tấm hình ảnh này đã được công bố vào năm 1977. Một số lời bình luận, đặc biệt là của Richard Hoagland, tin rằng "Khuôn mặt" là bằng chứng của một nền văn minh đã mất của Sao Hỏa, theo đó những nét địa hình khác được đưa ra như các kim tự tháp, mà họ cho rằng đó là một thành phố đổ nát. Những tấm hình nguyên bản của Viking đã dẫn nhiều nhà nghiên cứu tới chỗ cho rằng "Khuôn mặt" không phải là hình ảnh do sự trùng hợp ngẫu nhiên của các yếu tố ánh sáng và môi trường.